# Barragem de Cercosa
A Barragem de Cercosa, implantada sobre o rio Alfusqueiro, localiza-se no município de Vouzela, distrito de Viseu, em Portugal. A barragem entrou em funcionamento em 1994.

## Barragem
É uma barragem de gravidade em betão. Possui uma altura de 15,7 m acima da fundação (13,7 m acima do terreno natural) e um comprimento de coroamento de 72 m. Possui uma capacidade de descarga máxima de 5,15 (descarga de fundo) + 250 (descarregador de cheias) m³/s.

## Albufeira
A albufeira da barragem apresenta uma superfície inundável ao NPA (Nível Pleno de Armazenamento) de 0,02 km² e tem uma capacidade total de 0,06 Mio. m³. As cotas de água na albufeira são: NPA de 371 metros, NMC (Nível Máximo de Cheia) de 373,75 metros e NME (Nível Mínimo de Exploração) de 366,7 metros.

## Central hidroeléctrica
A central hidroeléctrica é constituída por um grupo Francis com uma potência total instalada de 3,923 MW. A energia produzida em ano médio é de 9,65 Mio. kWh.